# 495 (szám)
A 495 (római számmal: CDXCV) egy természetes szám, binomiális együttható.

## A szám a matematikában
A tízes számrendszerbeli 495-ös a kettes számrendszerben 111101111, a nyolcas számrendszerben 757, a tizenhatos számrendszerben 1EF alakban írható fel.
A 495 páratlan szám, összetett szám, kanonikus alakban a 32 · 51 · 111 szorzattal, normálalakban a 4,95 · 102 szorzattal írható fel. Tizenkettő osztója van a természetes számok halmazán, ezek növekvő sorrendben: 1, 3, 5, 9, 11, 15, 33, 45, 55, 99, 165 és 495.
A {\displaystyle _{12 \choose 4}}, illetve {\displaystyle _{12 \choose 8}} binomiális együttható értéke 495.
A 495 négyzete 245 025, köbe 121 287 375, négyzetgyöke 22,24860, köbgyöke 7,91046, reciproka 0,0020202. A 495 egység sugarú kör kerülete 3110,17673 egység, területe 769 768,73995 területegység; a 495 egység sugarú gömb térfogata 508 047 368,4 térfogategység.